# NGC 4616
NGC 4616 is een elliptisch sterrenstelsel in het sterrenbeeld Centaur. Het hemelobject werd op 5 juni 1834 ontdekt door de Britse astronoom John Herschel.

## Synoniemen
- ESO 322-56
- MCG -7-26-30
- DCL 134
- PGC 42662